# تورای
صنایع تورای (به ژاپنی: 東レ株式会社) شرکت صنایع شیمیایی ژاپنی است، که در زمینه تولید الیاف، پلاستیک، الیاف کربن، نایلون، کامپوزیت، پلی‌استر، همچنین ارائه خدمات بیوشیمی، فناوری اطلاعات، داروشناسی و علوم زیستی فعالیت می‌کند.
شرکت تورای در سال ۱۹۲۶ توسط تویو رایون و با حمایت شرکت میتسویی تأسیس شد و هم‌اکنون دارای عملیات در کشورهای ژاپن، جمهوری خلق چین، هنگ کنگ، تایوان، کره جنوبی، اندونزی، مالزی، سنگاپور، تایلند، جمهوری چک، فرانسه، آلمان، ایتالیا، هلند، سوئیس، بریتانیا و ایالات متحده آمریکا می‌باشد.
دفتر مرکزی این شرکت در منطقه چوئو شهر توکیو، ژاپن قرار دارد و بخشی از سهام آن در بازارهای بورس توکیو، بورس لندن، بورس فوکوکا، بورس ناگویا و بورس اوساکا معامله می‌شود.
مستر تراست بانک با ۴٫۹۹٪ درصد، ژاپن تراستی سرویس بانک با ۳٫۴۲٪ درصد و نیپون لایف با در اختیار داشتن ۴٫۶۴٪ درصد از سهام شرکت تورای، بزرگترین سهام‌داران آن به‌شمار می‌آیند.